# Египетский мау
Еги́петский ма́у — короткошёрстная, среднего размера порода кошек с пятнистым окрасом. Их пятна находятся не только на шёрстке, но и на коже.
Слово «миу» (егип. Mjw) в переводе с египетского означает «кот».

## История породы
Прототип египетских мау — древняя порода, прошедшая естественный отбор; внешность которых не претерпела значительных изменений более чем за 3000 лет — именно таков возраст художественных работ, на которых она изображена.
В Древнем Египте кошка — священное животное, олицетворение богини луны, плодородия, любви и домашнего очага Бастет (или Баст). Богине, а значит, и кошке, посвящались храмы по всему Египту; кошку первой выносили из горящего дома; в знак траура по умершей кошке скорбящий хозяин сбривал брови; кошку, как воплощение божества, мумифицировали; причинившего кошке вред закидывали камнями насмерть.
В городе Бени-Хасане археологи нашли кошачье кладбище со 180 тысячами мумий кошек. Мумии были в золотых и серебряных саркофагах, инкрустированных драгоценными камнями. Именно этих и других кошек почитали в Древнем Египте.
Современная история египетских мау началась 100 лет назад, когда заводчики из Италии, Швейцарии и Франции занялись поисками и воссозданием этой породы. Однако Вторая мировая война нанесла страшный удар по породе, уничтожив почти всё поголовье. К середине 1940-х годов порода практически прекратила своё существование. Возрождением «из пепла» она обязана стараниям русской княгини Наталии Трубецкой, проживавшей в те годы в Италии. Княгиня Трубецкая записала их и их потомство в итальянской ассоциации, филиале FIFe и показала кошек на выставке в 1953 году. Когда она иммигрировала в США в 1956 году, то взяла с собой несколько мау, рождённых в её питомнике. Лиза, Баба — серебристые кошки и Jojo — бронзовый кот — стали основой её питомника «Фатима».
В 1958 году Трубецкая официально зарегистрировала питомник и 10 кошек египетских мау. Три окраса — серебро, бронза и дым были признаны для участия в выставках. Чёрные мау рождались в её питомнике, но в выставках они не участвовали, а использовались в питомнике для племенной работы. Затем, уже в 1960-е, выведением породы занялись испанские, чешские и венгерские специалисты.
Надо признать, что основная заслуга по выведению породы египетского мау принадлежит американским фелинологам. Они разработали программу выведения этой породы на основе аутбридных подборов в сочетании с интенсивным отбором.
Ядро племенной популяции составили несколько кошек желательного типа и окраса, вывезенных из Северной Африки. Происхождение этих кошек неизвестно. К их потомкам были подобраны несколько особей нужного типа, восточного или американского, но никак не африканского происхождения.
Был подмес американской короткошёрстной породы. Впоследствии для расширения племенной популяции из Северной Африки была вывезена ещё одна группа кошек независимого происхождения.
В каждом поколении последовательно отбирали тех особей, чей тип и окрас соответствовали реставрированному облику кошек Древнего Египта. Эта работа увенчалась успехом прежде всего за счёт интенсивного отбора, а также потому, что в качестве желательного был выбран именно предковый, «дикий» тип животных, в результате чего аутбридинг работал на заводчиков. Всех потомков питомника Фатима называют «Традиционной оригинальной линией».
В 1980 году Джин Милл импортировала кота Тори (из города Дели) и нескольких кошек аборигенного происхождения из Индии. Они имели бронзовый окрас тёплого тона с очень хорошим контрастом. Кот Дели имел уникальную блестящую шерстку, отличный контраст и форму пятен, хорошее здоровье, что и передал своим потомкам. Кроме того, он внёс неоценимый вклад в формировании бенгальской породы. TICA признала эту линию в начале 80-х, вскоре после CFA. Потомки этой линии известны под названием «Индийская линия».
Через несколько лет Кэти Роуэн (питомник «Rocat») привезла ещё 13 котов из Египта. В начале 90-х Ж. Лен Дэвидсон (питомник «Grandtrill») привезла из Египта ещё четырёх кошек: Giza, Wafaya, Hosny, Alexandria бронзового окраса. Эти кошки и коты были признаны фелинологическими организациями, и их потомки известны как «Египетская линия». Эта линия египетских мау самая многочисленная.
Последний кот Fondcombe’s Sahourê был привезён во Францию из Каира в 1999 году Marie-Christine Hallepee.
Все привезённые кошки были взяты прямо с улиц Каира и Дели. Их происхождение неизвестно, но они внесли неоценимый вклад в развитие породы, расширив её генофонд. Сейчас египетские мау являются закрытой породой.
В Европу египетских мау привезли в 1988 году в три питомника, которые находились в Швейцарии, Италии и Нидерландах. Сегодня в Европе мало питомников египетских мау. Практически все они имеют родственное происхождение. Причина кроется в высокой цене производителей и трудности покупки из США. Американские заводчики очень неохотно делятся своими племенными животными.
Египетский мау был признан CFA в 1977 году, вскоре прошёл в Чемпионат TICA, а в 1992 году — FIFe. Каждая кошка этой породы должна иметь подтверждение своего происхождения в племенной книге.
В настоящее время питомник «Фатима» не существует. Но потомки этого питомника живут во многих питомниках Америки и Европы.

## Стандарт породы
Настоящий египетский мау обязательно должен иметь узор в виде буквы «М» над глазами и «W» на уровне ушей по направлению к затылку — так называемый «скарабей». Также обязательно должен присутствовать «макияж» — две линии, подчёркивающие глаза и проходящие под глазами и по скулам. Окрас — дымчатый с тёмным рисунком, бронзовый с рисунком цвета каштана, серебро с рисунком пепельного цвета, светло бронзовый с рисунком медного цвета. Самый распространённый серебристого цвета с рисунком пепельного цвета. Глаза миндалевидные, большие, подвижные, цвета незрелого крыжовника (зелёные).
Кошка плотного сложения, мускулистая, с хорошо развитым костяком, вместе с тем, элегантная, с крупными глазами цвета молодого крыжовника, но до 18 месяцев допустим жёлтый цвет. С 7 месяцев глаза должны начать перецветать, появляется зелёный ободок. Отсутствие зелёного ободка после 7 месяцев или жёлтый цвет глаз после 18 месяцев является для этой породы дисквалифицирующим признаком на выставке. Глаза миндалевидной формы, посажены несколько косо, всегда живые (Глаза Мау должны двигаться) способны поворачивать глаза в стороны не поворачивая голову, эта генетическая способность передалась от Мау другим видам путём скрещивания за несколько тысяч лет, сейчас пример у 40 % кошек подвижные глаза. С искрами любопытства. Уши довольно крупные, широкие у основания, закруглённые на концах, расположены на достаточно большом расстоянии друг от друга и как бы насторожены. Иногда на ушах есть кисточки. Главная отличительная черта египетских мау — их окрас. Главное достоинство мау — шерсть. Волосок должен иметь 2-3 тикинговых кольца. Под подбородком на грудке находятся одно-два не смыкающихся кольца-ожерелья. На передних лапах от плеча и задних от бедра расположены не смыкающиеся поперечные полосы, на обе передних и задних лапах кольца так называемые «браслеты» должны быть идентичны пятна белые или тёмные на лапах или на пальцах и разные расположения браслетов на двух передних или на двух задний лапах недопустимы у чистой породы. Длина шерсти короткая-средняя, длинная шерсть (признак перерождения в Сибурскую мау или Сибирскую кошку это происходит из-за холодного климата, чтобы приспособиться шерсть с каждым поколением становится длиннее у 80 % Сибирских кошек «М»-образный узор над глазами) не допустима для Египетской Мау. Шерсть блестящая, густая и шелковистая на ощупь. У окраса дым шерсть более шелковистая, чем у серебра.
Что касается окраса, то стандарт CFA предъявляет следующие требования к рисунку и окрасу шерсти породы египетского мау. На лбу обязателен рисунок, напоминающий жука-скарабея с отметинами, уходящими назад и разделёнными на отдельные пятна вдоль спины. На хвосте — темные кольца, конец хвоста темный.
Для участия в выставках допускаются мау трёх окрасов: бронзовый, переходящий в кремовый с коричневыми пятнами; серебристый со схожим распределением цвета, но с черными пятнами на светло серебристом фоне; дымчатый — цвета древесного угля с черными пятнами.
Допускаются три вариации окрасов (первые три предпочтительнее):
Серебристая. Египетский мау этого окраса — основной тон от светло-серого до серого, рисунок от темно-серого до чёрного с хорошим контрастом. Уши розовато-серые с темными кончиками. Горло, подбородок, около ноздрей, вокруг глаз — белое. окантовка глаз, мочки носа, рта — чёрная.
Бронзовая. Кошки бронзового цвета — основной тон темно-коричневый на спине, переходящий в более светлый до цвета слоновой кости к животу. Рисунок темно-коричневого цвета. Уши — розовато-коричневые, на концах темно-коричневые. Спинка носа — охристая. Горло, подбородок, около ноздрей, вокруг глаз — кремового цвета.
Дымчатая. Кошки такого окраса — основной тон от темно-серого до почти чёрного с серебристым подшерстком, без тикинга. Все отметины черные, с контрастом к основному фону, обязательно видимые.
Иногда рождаются чёрные мау. Также редко, но рождаются мраморные египетские мау. Такой окрас называют «диким». Эти котята — черные и мраморные — не допускаются на выставку и не используются в разведении.
Также необычной особенностью данных кошек являются небольшие, свисающие под животом, складки-мешочки перед задними ногами. Считается, что они предназначены для большего размаха задних лап при высоких прыжках и беге.

## Характер и темперамент
Эта порода очень активная и общительная, которая не терпит одиночества. На грани навязчивости, требующие постоянного внимания, очень разговорчивые, обладающие мелодичным голосом. Постоянно играющие и интересующиеся всем, чем занимается хозяин. Она очень ласкова и общительна, эта кошка требует к себе внимания и заботы. Когда она радуется, то прыгает на задних лапках, а хвост её при этом подрагивает и часто-часто виляет.
Мау полна энергии, она любит движение, игры, прогулки, что благотворно сказывается на её фигуре — изящной, гибкой и мускулистой.
Мау являются чемпионами среди кошек по скорости бега (до 58 км/час). Они обладают прекрасным зрением, слухом и обонянием, что делает этих кошек отличными охотниками. Египетские мау обожают играть со всевозможными игрушками и махалками, ведь во время этих игр они могут полностью раскрыть свои природные охотничьи качества.
Египетские мау охотно идут на контакт и даже могут быть слегка навязчивыми. Но если человек любит общаться с кошкой, то он легко найдёт общий язык с мау. Невозможно описать всю гамму звуков и песен, с помощью которых они общаются между собой и с людьми. Некоторые кошки даже обладают музыкальным талантом и охотно «подпевают» своим хозяевам. Мау всегда хочет быть в центре внимания и наблюдать за всем, что происходит в доме. Поэтому они очень любят сидеть на плече или на коленях. Также, в зависимости от настроения, у кошек-мау может меняться выражение морды и цвет глаз от зелёного до бирюзового.
Эти кошки очень любят воду. Они играют с ней, пытаясь поймать лапами, любят сидеть и наблюдать, как хозяин принимает ванну. От диких предков у них осталась привычка трогать лапой воду в миске, прежде чем попить. Мау более чувствительны к перепадам температур из-за отстутствия подшёрстка.
Эта порода более чувствительная к лекарствам и наркозу, чем другие домашние кошки.
Египетские мау — очень чистоплотные кошки. Они легко приучаются к туалету и не доставляют никаких хлопот своим хозяевам.
Кошки-мау — идеальные матери. Довольно часто и коты берут на себя материнские обязанности и помогают ухаживать за котятами. Описаны случаи, когда коты помогают кошке во время родов. Потом родители вместе заботятся о своем потомстве, обучают котят и приучают их к порядку. У Мау необычно длинный период беременности, около 73 дней. Обычно, у кошек этот период составляет 65 — 67 дней.

## Редкость
Египетские мау — относительно редкая порода кошек. Каждый год менее 200 котят регистрируется в Совете управляющих Cat Fancy. Не все котята регистрируются.

## Галерея

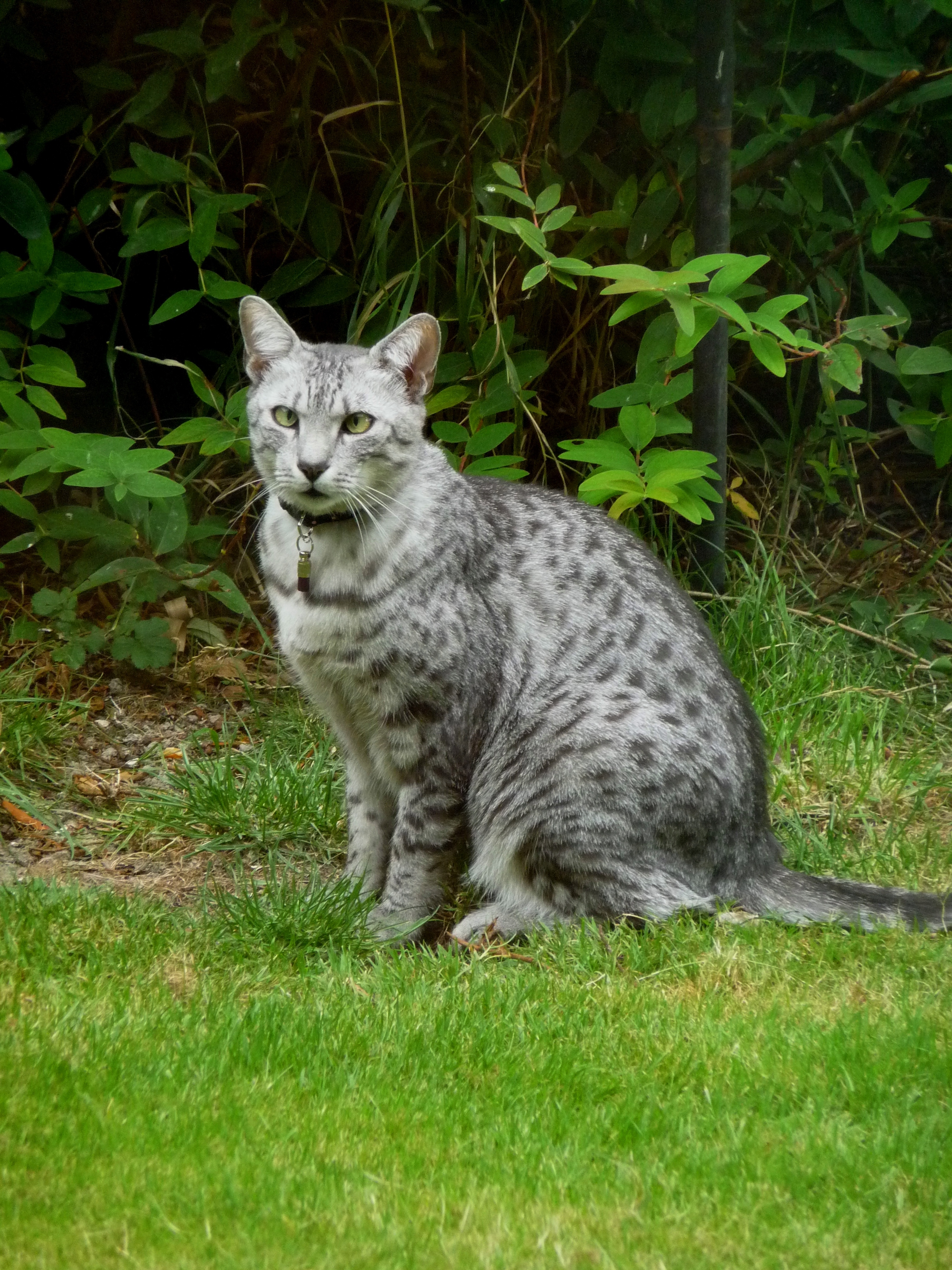
Египетский мау серебристого окраса
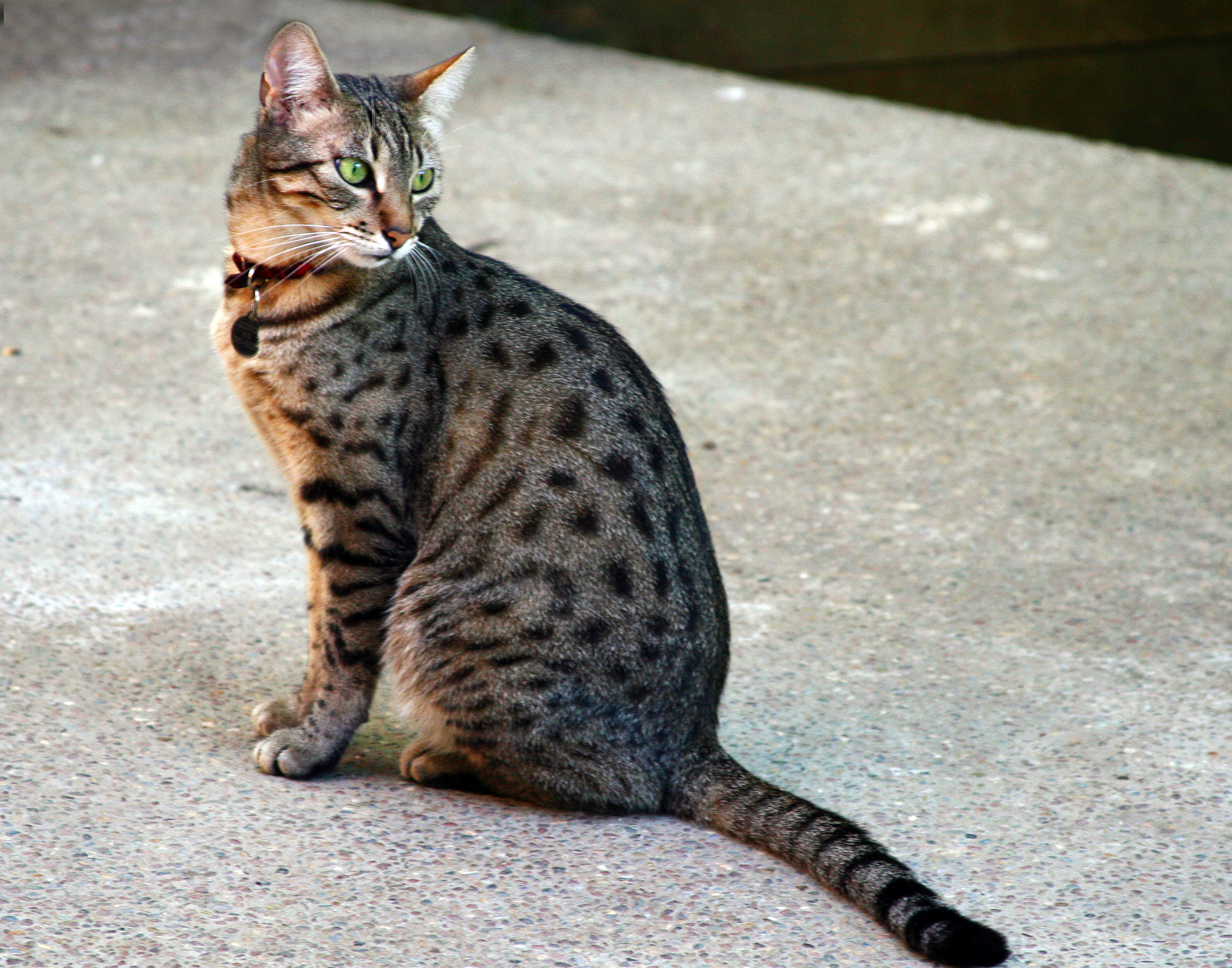
Египетский мау бронзового окраса
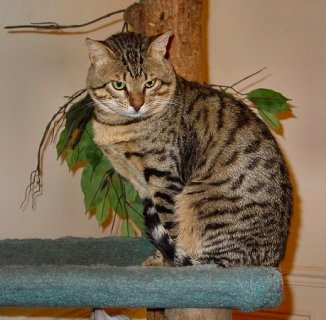
Египетский мау бронзового окраса c М-образным узором на лбу
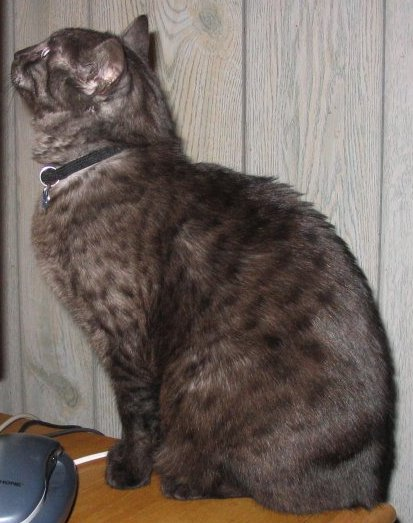
Египетский мау дымчатого окраса

## Египетский мау в культуре
- В древние времена они символизировали богов Ра и Баст.
- В фильме «Женщина-кошка» (2004) фигурирует египетская мау по кличке Полночь.
- В сериале «Гримм» (2011) у Адалинды была египетская мау